# Cantonul Lagor
Cantonul Lagor este un canton din arondismentul Pau, departamentul Pyrénées-Atlantiques, regiunea Aquitania, Franța.

## Comune
- Abidos
- Bésingrand
- Biron
- Castetner
- Laà-Mondrans
- Lacq (parțial)
- Lagor (reședință)
- Loubieng
- Maslacq
- Mont
- Mourenx
- Noguères
- Os-Marsillon
- Ozenx-Montestrucq
- Sarpourenx
- Sauvelade
- Vielleségure